# (13962) Delambre
(13962) Delambre ist ein im äußeren Hauptgürtel gelegener Asteroid. Er wurde am 3. August 1991 von dem belgischen Astronomen Eric Walter Elst am La-Silla-Observatorium der Europäischen Südsternwarte in Chile (IAU-Code 809) entdeckt. Sichtungen des Asteroiden hatte es vorher schon mehrere am Krim-Observatorium in Nautschnyj gegeben: am 14. Oktober 1969 unter der vorläufigen Bezeichnung 1969 TU4, am 2. November 1975 (1975 VG1) und am 5. Oktober 1986 (1986 TH13).
Der mittlere Durchmesser des Asteroiden wurde mithilfe des Wide-Field Infrared Survey Explorers (WISE) mit 12,064 (± 0,132) Kilometer berechnet und die Albedo mit 0,079 (± 0,011).
(13962) Delambre gehört zur Themis-Familie, einer Gruppe von Asteroiden, die nach (24) Themis benannt wurde. Die zeitlosen (nichtoskulierenden) Bahnelemente des Asteroiden sind fast identisch mit denjenigen von vier weiteren, kleineren Asteroiden: (38394) 1999 RY192, (337882) 2001 WS75 (499483) 2010 JK112 und 2009 CL46.
(13962) Delambre wurde am 15. Dezember 2005 nach dem französischen Astronomen Jean-Baptiste Joseph Delambre (1749–1822) benannt. Nach Delambre war schon 1935 ein Mondkrater auf der südlichen Mondvorderseite benannt worden: Mondkrater Delambre.